# NGC 6292
NGC 6292 este o galaxie situată în constelația Dragonul. A fost descoperită în 8 iulie 1885 de către Lewis A. Swift. Se află la o distanță de 55,72 de megaparseci de Pământ.